# 1925 dans le catholicisme
Chronologie du catholicisme
- 1921
- 1922
- 1923
- 1924
- 1925
- 1926
- 1927
- 1928
- 1929

Cet article présente les faits marquants de l'année 1925 dans le catholicisme.

## Évènements
- 1925 est une Année sainte.
- 30 mars : Création de 2 cardinaux par Pie XI.
- 17 mai : Canonisation de Sainte Thérèse de Lisieux.
- 21 mai : Saint Pierre Canisius est proclamé Docteur de l'Église par le pape Pie XI.
- 31 mai : Canonisation de Saint Jean-Marie Vianney, dit le Curé d'Ars[1] et de Saint Jean Eudes, prêtre et religieux normand.
- 11 décembre : Encyclique Quas primas[2] de Pie XI instituant la Fête du Christ-Roi.
- 14 décembre : Création de 4 cardinaux par Pie XI.

## Naissances
- 2 janvier : 
  - Francesco Colasuonno, cardinal italien, diplomate du Saint-Siège et archevêque titulaire de Truentum (de) († 31 mai 2003)
  - Ubaldo Calabresi (en), prélat italien, diplomate du Saint-Siège et archevêque titulaire de Fundi (de) († 14 juin 2001)
- 12 janvier : 
  - Georges Perron, prélat et missionnaire français, évêque de Djibouti († 6 mai 2021)
  - Gabriel Vanel, prélat français, archevêque d'Auch († 1er mars 2013)
- 17 janvier : Alfredo Battisti, prélat italien, archevêque d'Udine († 1er janvier 2012)
- 20 janvier : 
  - Ernesto Cardenal, prêtre, théologien, poète et homme politique nicaraguayen († 1er mars 2020)
  - Pierino Gelmini, prêtre italien, engagé auprès des toxicomanes, renvoyé de l'état clérical pour des abus sexuels († 12 août 2014)
- 30 janvier : Léon Hégelé, prélat français, évêque auxiliaire de Strasbourg et évêque titulaire d'Utique (de) († 11 février 2014)
- 5 février : Pierre Abeberry, prêtre dominicain, avocat et prédicateur français († 30 mai 2015)
- 10 février : Brunero Gherardini, prêtre et théologien italien († 22 septembre 2017)
- 25 février : 
  - Pierre Babin, prêtre, formateur et auteur français († 9 mai 2012)
  - Michel Lelong, prêtre français, acteur du dialogue islamo-chrétien († 10 avril 2020)
- 1er mars : Alexandre do Nascimento, cardinal angolais, archevêque de Luanda († 28 septembre 2024)
- 4 mars : 
  - Edmond Abelé, prélat français, évêque de Digne († 27 septembre 2017)
  - Italo Mancini, prêtre et philosophe italien († 7 janvier 1993)
- 7 mars : 
  - Guy Herbulot, prélat français, évêque d’Évry († 1er août 2021)
  - François Houtart, prêtre, sociologue et enseignant belge, mis en cause pour abus sexuel († 6 juin 2017)
- 11 mars : Jean Debruynne, prêtre et poète français († 8 juillet 2006)
- 18 mars : Antonio José González Zumárraga, cardinal équatorien, archevêque de Quito († 13 octobre 2008)
- 26 mars : John Baptist Wu Cheng-Chung, cardinal chinois, évêque de Hong Kong († 23 septembre 2002)
- 25 avril : 
  - Casimir Gnanadickam, prélat indien, archevêque de Madras-Mylapore († 10 novembre 1993)
  - Louis O'Neill, ancien prêtre, théologien et homme politique canadien († 23 octobre 2018)
- 28 avril : James Hector MacDonald, prélat canadien, archevêque de Saint-Jean († 30 mai 2025)
- 1er mai : Gabriele Amorth, prêtre, exorciste et auteur français († 16 septembre 2016)
- 18 mai : Pietro Allori, prêtre, compositeur et maître de chapelle italien († 31 mars 1985)
- 21 mai : Guy de Fatto, prêtre français, aumônier des artistes du spectacle († 5 novembre 2016)
- 22 mai : Orozimbo Fuenzalida y Fuenzalida, prélat chilien, évêque de San Bernardo († 27 mai 2013)
- 23 mai : Georges-Firmin Singha, prélat congolais, évêque de Pointe-Noire († 18 août 1993)
- 28 mai : Luigi Dossena, prélat italien, diplomate du Saint-Siège et archevêque titulaire de Carpi (de) († 9 septembre 2007)
- 30 mai : Joan de Cantalausa, prêtre, philologue et écrivain français, défenseur de l'occitan († 22 septembre 2006)
- 3 juin : Thomas Joseph Winning, cardinal écossais, archevêque de Glasgow († 17 juin 2001)
- 13 juin : Raymond Boyer, prêtre, archéologue, chercheur et érudit français († 29 mai 2011)
- 17 juin : Manuel Revollo Crespo, prélat bolivien, évêque coadjuteur aux Armées de Bolivie († 26 octobre 2014)
- 26 juin : Francesco Saverio Toppi, vénérable et prélat italien, prélat de Pompéi († 7 avril 2007)
- 1er juillet : Jacques Fournier, prêtre français engagé dans la vie associative, les patronages et l'éducation († 18 janvier 2025)
- 5 juillet : André Naud, prêtre sulpicien, théologien, philosophe et enseignant canadien († 28 juin 2002)
- 8 juillet : Marco Cé, cardinal italien, patriarche de Venise († 12 mai 2014)
- 11 juillet : Paul Bertrand, prélat français, évêque de Mende († 27 juillet 2022)
- 14 juillet : 
  - Francisco Álvarez Martínez, cardinal espagnol, archevêque de Tolède († 5 janvier 2022)
  - Barthélemy Batantu, prélat congolais, archevêque de Brazzaville († 26 avril 2004)
- 30 juillet : Jean Zévaco, prélat et missionnaire français, évêque de Tôlagnaro († 25 juillet 2017)
- 7 août : Armand Gaétan Razafindratandra, cardinal malgache, archevêque d'Antananarivo († 9 janvier 2010)
- 21 août : Bernard Dupuy, prêtre dominicain français engagé dans le dialogue interreligieux († 3 octobre 2014)
- 27 août : 
  - Richard Rutt, évêque anglican britannique devenu prêtre catholique († 27 juillet 2011)
  - Andrea Cordero Lanza di Montezemolo, cardinal italien, diplomate du Saint-Siège et archevêque titulaire de Pandosia (de) puis de Tuscania (de) († 19 novembre 2017)
- 1er septembre : Tito Buss, prélat brésilien, évêque de Rio do Sul († 30 avril 2013)
- 7 septembre : Oreste Benzi, prêtre, engagé social et serviteur de Dieu italien († 2 novembre 2007)
- 16 septembre : Lucas Moreira Neves, cardinal dominicain brésilien de la Curie, précédemment archevêque de Feradi Maius (de) puis de Forum Novum (de) († 8 septembre 2002)
- 22 septembre : John Powell, prêtre jésuite, psychothérapeute et écrivain américain († 24 septembre 2009)
- 23 septembre : Angelo Acerbi, cardinal italien, diplomate du Saint-Siège et archevêque titulaire de Zella (de)
- 1er octobre : Marcel Lelégard, prêtre et écrivain français († 29 août 1994)
- 8 octobre : Jean-Guy Hamelin, prélat canadien, évêque de Rouyn-Noranda († 1er mars 2018)
- 13 octobre : Pellegrino Ernetti, moine bénédictin, exorciste et musicologue italien († 8 avril 1994)
- 22 octobre : 
  - Roger Abjean, prêtre, compositeur et musicien français († 12 juin 2009)
  - Maurice Borrmans, prêtre, islamologue et auteur français († 26 décembre 2017)
- 23 octobre : José Freire Falcão, cardinal brésilien, archevêque de Brasília († 26 septembre 2021)
- 1er novembre : Didier-Léon Marchand, prélat français, évêque de Valence († 16 février 2022)
- 4 novembre : Franz Xaver Eder, prélat allemand, évêque de Passau, précédemment évêque titulaire de Villa Regis (de) († 20 juin 2013)
- 9 novembre : Giovanni Coppa, cardinal italien, diplomate du Saint-Siège et archevêque titulaire de Serta (de) († 16 mai 2016)
- 11 novembre : Alfred Bouveresse, prêtre et historien local français († 16 janvier 2012)
- 12 novembre : Jaime Mota de Farias (de), prélat brésilien, évêque d'Alagoinhas (pt) († 12 avril 2021)
- 19 novembre : François Frétellière, prélat français, évêque de Créteil († 3 mai 1997)
- 21 novembre : Jacques de Saint-Blanquat, prélat français, évêque de Montauban
- 30 novembre : Frank Little, prélat australien, archevêque de Melbourne († 7 avril 2008)
- 2 décembre : Philippe Béguerie, prêtre et résistant français († 3 mai 2017)
- 6 décembre : Raymond Halter, prêtre et missionnaire français, membre du Renouveau charismatique († 26 décembre 1998)
- 16 décembre : Paul Lebeau, prêtre, théologien et œcuméniste belge († 13 novembre 2012)
- 17 décembre : José Rivera Ramírez, prêtre engagé dans l'action sociale et vénérable espagnol († 13 mars 1991)
- 24 décembre : Prosper Grech, cardinal et théologien maltais, précédemment archevêque titulaire de San Leone (de) († 30 décembre 2019)

## Décès
- 13 janvier : Franz Zorn von Bulach, prélat fançais, évêque auxiliaire de Strasbourg et évêque titulaire d'Érythrée (de) (° 20 novembre 1858)
- 5 février : Charles de Ligonnès, prélat français, évêque de Rodez (° 3 octobre 1845)
- 8 février : Pierre-Louis Vescoz, prêtre, journaliste, géographe et naturaliste italien (° 23 novembre 1840)
- 20 février : Jean-Marie-Raoul Le Bas de Courmont, prélat et missionnaire français, vicaire apostolique de Zanguebar et évêque titulaire de Bodona (it) (° 15 avril 1841)
- 18 mars : Bienheureuse Marie Anne Donati, religieuse italienne, fondatrice des Filles Pauvres de saint Joseph Calasanz (° 28 octobre 1848)
- 20 mars : Thomas François Boutry, prélat français, évêque du Puy-en-Velay (° 31 octobre 1845)
- 21 avril : Elzéar Delamarre, prêtre canadien, fondateur des Sœurs antoniennes de Marie (° 8 septembre 1854)
- 11 mai : Roger Soulange-Bodin, prêtre français, fondateur de l'église Notre-Dame-du-Travail de Paris (° 4 février 1861)
- 25 mai : Nestor Dmytriw, prêtre gréco-catholique ukrainien, auteur et traducteur (° 12 novembre 1862)
- 1er juin : Tommaso Catani, prêtre et écrivain italien (° 7 décembre 1858)
- 4 juillet : Bienheureux Pier Giorgio Frassati, étudiant, alpiniste et laïc dominicain italien (° 6 avril 1901)
- 18 juillet : Louis-Nazaire Bégin, cardinal canadien, archevêque de Québec (° 10 janvier 1840)
- 25 juillet : Jules G.M. Devos, prêtre et journaliste belge (° 12 décembre 1854)
- 27 juillet : Auguste-Jean-Gabriel Maurice, prélat et missionnaire français, vicaire apostolique de Xi'an et évêque titulaire de Lesvi (de) (° 10 octobre 1862)
- 12 août : Léon Dehon, prêtre et vénérable français, fondateur des prêtres du Sacré-Cœur de Jésus (° 14 mars 1843)
- 30 septembre : Joseph Bourgain, prélat et missionnaire français, vicaire apostolique de Ningyüanfu et évêque titulaire d'Archelaïs (de) (° 15 avril 1872)
- 1er novembre : François-Alexandre Maillet, prélat français, évêque de Saint-Claude (° 12 janvier 1854)
- 13 novembre : Bienheureuse Maria Carola Cecchin, religieuse italienne, missionnaire au Kenya (° 3 avril 1877)